# لاتشي
بلدية لاتشي (بالإسبانية: Laxe)‏، هي إحدى بلديات مقاطعة لا كرونيا إحدى مقاطعات إسبانيا، و التي تقع في منطقة جليقية شمال غرب إسبانيا.
يبلغ عدد سكانها 3.557 نسمة وفقاً لإحصائية سنة (2002).

## أعلام
- أنكسو ماتو